# Rauschenberg
|  | Per a altres significats, vegeu «Robert Rauschenberg». |

Rauschenberg és una ciutat al nord del districte de Marburg-Biedenkopf a l'estat de Hessen (Alemanya). Rauschenberg és a l'extrem sud de Burgwald, una serra prop de Marburg an der Lahn i Kirchhain. Rauschenberg fa frontera al nord amb la ciutat de Rosenthal (Waldeck-Frankenberg), així com en les comunitats de Wohratal (Marburg - Biedenkopf) i Gilserberg (Schwalm-Eder-Kreis), a l'est amb la ciutat de Stadtallendorf, al sud amb la ciutat de Kirchhain, al sud-oest amb la comunitat de Cölbe, i en l'oest a la ciutat de Wetter (tots a Marburg-Biedenkopf). Rauschenberg es compon dels següents centres: Albshausen, Bracht, Ernsthausen, Josbach, Rauschenberg, Schwabendorf i Wolfskaute. Rauschenberg està connectada a la xarxa de carreteres de la carretera federal (BundesstraßeB 3) entre Frankfurt del Main i Kassel, i per la Bundesstraße B62. Pel que fa al transport públic, hi ha una línia d'autobús que connecta diversos cops al dia amb Kirchhain.

## Història

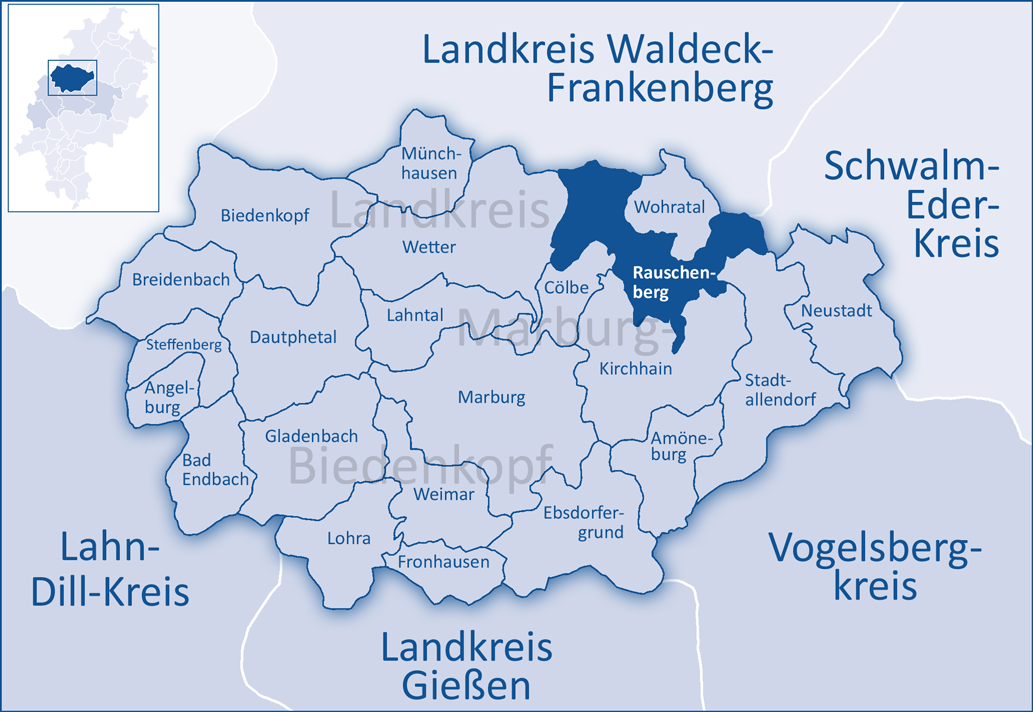
Mapa amb la localització de Rauschenberg dins del districte de Marburg-Biedenkopf

Cap a l'any 1000, es va construir un castell en el que avui Rauschenberg. Després d'un incendi cap a 1250, gairebé tot el poblat va ser destruït. Poc després Rauschenberg fou fundada pels comtes de Ziegenhain, que van concedir-li certs drets de ciutat. Quan la família von Ziegenhain s'extingí en 1450, el castell i la ciutat passaren a la Casa de Hessen. En aquest moment, el castell va ser ampliat i convertit en un lloc de caça.
Durant la Guerra dels Trenta Anys, Rauschenberg va ser destruïda en la seva majoria i completament saquejada per les tropes sueques. Des del castell va ser volat a instàncies del coronel Kassel dos anys abans que la guerra acabés, no hi ha hagut res d'ella, però una ruïna. No hi ha moltes restes del castell de Rauschenberg, més tard casa senyorial, ja que va ser destruïda en la Guerra dels Trenta Anys.

## Govern
Resultats de les eleccions municipals de 26 de març de 2006:
| Partits i coalicions electorals | Partits i coalicions electorals        | Percentatge de vots | Escons |
| CDU                             | Unió Demòcrata Cristiana d'Alemanya    | 32,9                | 8      |
| SPD                             | Partit Socialdemòcrata d'Alemanya      | 36,4                | 8      |
| Verds                           | Aliança 90/Els Verds                   | 10,4                | 2      |
| FBL                             | Freie Bürgerliste (coalició ciutadana) | 20,4                | 5      |
| total                           | total                                  | 100                 | 23     |

### Escut d'armes
L'escut d'armes de Rauschenberg d'armes té el següent blasonament: Partit per faixa, a dalt, estrella de sis puntes d'argent sobre camp de sable, a baix en d'or. Coincideix amb les armes utilitzades pels antics senyors de la ciutat, els Comtes de Ziegenhain. El Hessisches Ortswappenbuch (1956, publicada per C. A. Starke, Limburg), un treball sobre les armes civils de Hessen, mostra un estel de vuit puntes en una modificació de l'escut d'armes dels Comtes, com de fet ho fa el lloc web International Civic Heraldry.

## Agermanaments
- Westende, Bèlgica.